# Magellan (film)
Magellan (în portugheză Magalhães) este un film epic, istoric și dramatic din 2025, coprodus la nivel internațional, scris și regizat de cineastul filipinez Lav Diaz, fiind primul său film în portugheză și spaniolă. Filmul prezintă rolul exploratorului portughez Fernando Magellan în campaniile portugheze și spaniole din Asia de Sud-Est de la începutul secolului al XVI-lea și îl are în rolul titular pe Gael García Bernal. Filmul a avut premiera mondială la secțiunea Cannes Premiere a Festivalului de Film de la Cannes 2025, pe 18 mai 2025.

## Distribuție
- Gael García Bernal – Fernando Magellan
- Roger Alan Koza ca Afonso de Albuquerque[4]
- Ângela Ramos în rolul lui Beatriz
- Dario Yazbek Bernal ca Duarte Barbosa
- Amado Arjay Babon în rolul lui Enrique
- Ronnie Lazaro în rolul lui Raja Humabon
- Bong Cabrera în rolul lui Raja Colambu
- Hazel Orencio în rolul Juanei
- Rafael Morais ca Joao Carvalho

## Producție

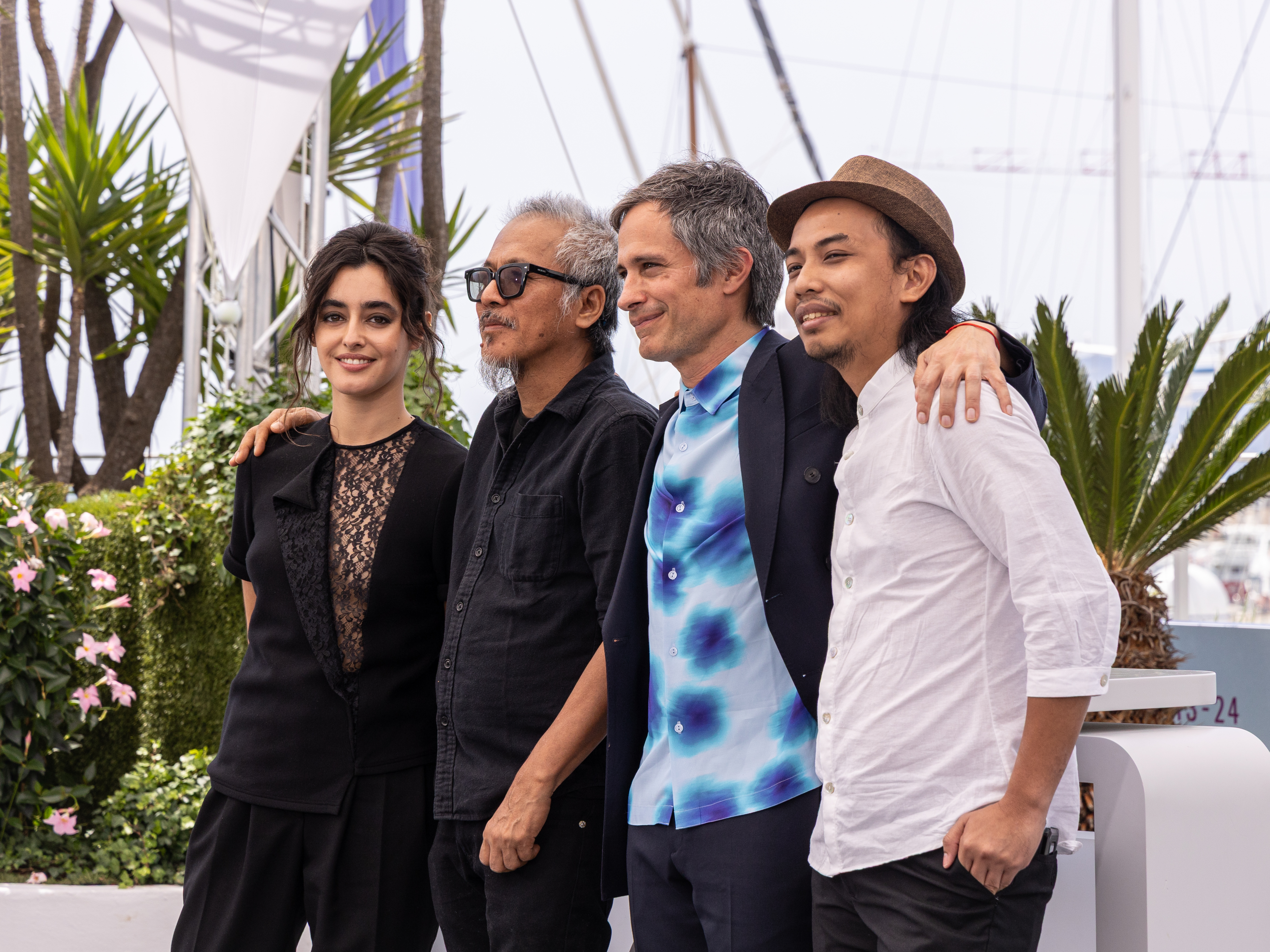
Distribuția și echipa de filmare la Festivalul Internațional de Film de la Cannes

Anunțat inițial în 2019 sub titlul Beatriz, Soția, Diaz a fost inspirat inițial de viața soției lui Magellan, Beatriz Barbosa de Magallanes, cu care acesta s-a căsătorit cu doar doi ani înainte de a pleca în expediție. Filmul a fost produs de studioul portughez Rosa Filmes împreună cu Andergraun Films din Spania, Black Cap Pictures din Filipine și Volos Films din Taiwan.
În timpul postproducției, materialul filmat a fost împărțit în două lungmetraje, primul fiind Magellan, în timp ce un al doilea film, fără titlu, va avea o versiune de 9 ore și va prezenta versiunea poveștii din perspectiva lui Beatrice.
Filmările au avut loc în orașele Sampaloc și Mauban din Quezon, Filipine, în ultimul trimestru al anului 2024, urmate de filmări în sudul Portugaliei și Cádiz, Spania. Producția s-a încheiat în decembrie. Replica navei Victoria care se afla în Cádiz a fost folosită și ca platou de filmare. Arthur Tort, colaboratorul obișnuit al producătorului Albert Serra, a fost directorul de imagine alături de Larry Manda, directorul de imagine obișnuit al lui Diaz.
Diaz afirmă că filmul este „mai aproape de adevăr” și că Lapulapu este mai degrabă un „mit”. El susține că Lapulapu este o creație a lui Rajah Humabon pentru a descuraja echipajul lui Magellan să convertească mai mulți oameni la creștinism și a remarcat că „Nimeni nu l-a văzut vreodată pe Lapulapu”. Diaz anticipează că va fi acuzat de revizionism pentru portretizarea evenimentelor din film.

## Lansare
Filmul Magellan a avut premiera mondială la Festivalul de Film de la Cannes din 2025, pe 18 mai 2025. A fost proiectat în secțiunea Premieră de la Cannes, în timp ce al doilea film este încă în post-producție.
Înainte de premiera mondială, Nour Films a achiziționat drepturile de distribuție ale filmului în Franța. Drepturile de distribuție în America de Nord au fost achiziționate de Janus Films, anunțat după festival. În Filipine, Ten17P deține drepturile de distribuție ale filmului în țară.
Filmul este programat pentru premiera australiană la Festivalul de Film de la Sydney din 2025.

## Reacții
Pe site-ul agregator de recenzii Rotten Tomatoes, 100% din 10 recenzii ale criticilor sunt pozitive.